# Sainte-Eulalie-en-Born
Sainte-Eulalie-en-Born è un comune francese di 1 142 abitanti situato nel dipartimento delle Landes nella regione della Nuova Aquitania.

## Società

### Evoluzione demografica
Abitanti censiti